# ヴィクトリア (ミルフォード・ヘイヴン侯爵夫人)
ヴィクトリア・マウントバッテン（Victoria Alberta Elisabeth Mathilde Marie Mountbatten, Marchioness of Milford Haven, 1863年4月5日 - 1950年9月24日）は、初代ミルフォード・ヘイヴン侯爵ルイス・アレグザンダー・マウントバッテンの夫人。結婚前の名はヴィクトリア・フォン・ヘッセン＝ダルムシュタット（Victoria von Hessen-Darmstadt）。

## 生涯

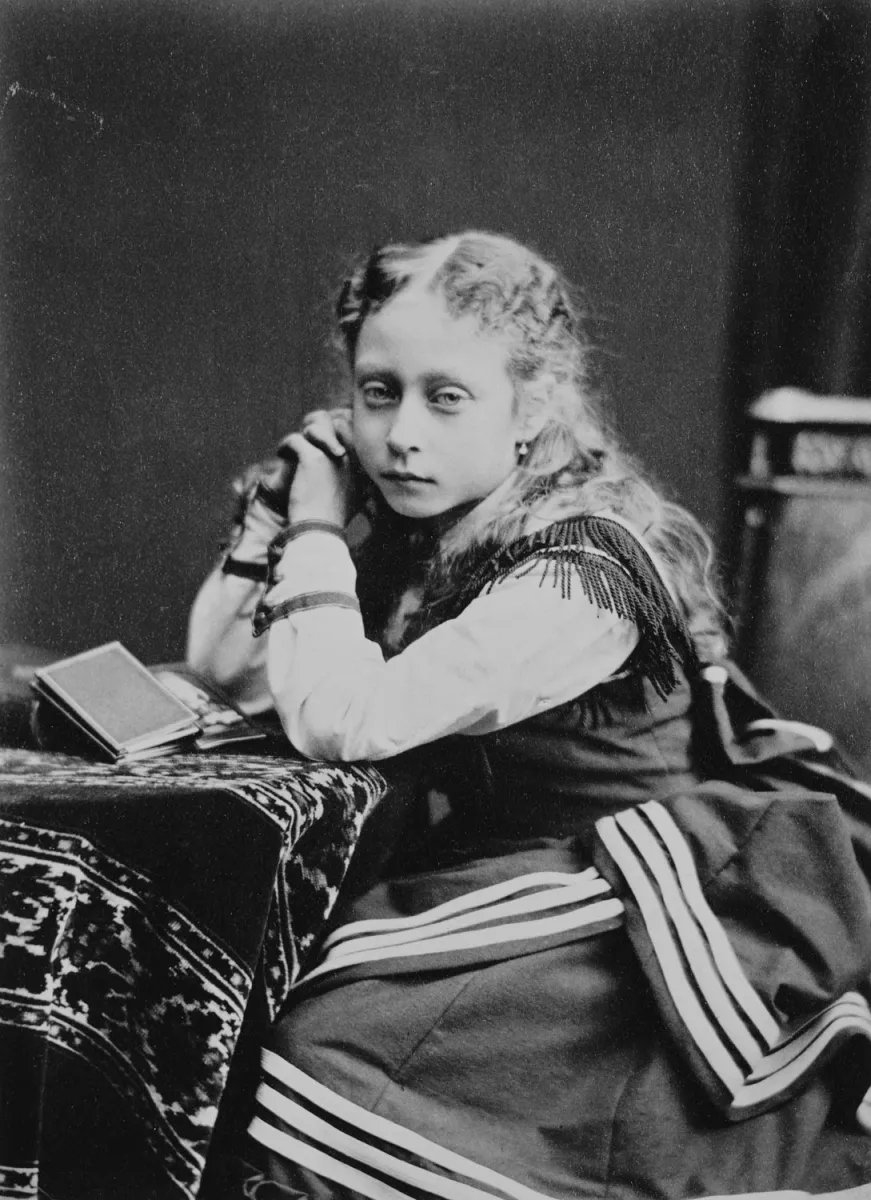
1871年、ヴィクトリア

ヘッセン大公ルートヴィヒ4世と最初の妃であるイギリス王女アリスの長女として、ウィンザー城で生まれた。  名前であるヴィクトリア・アルベルタ・エリーザベト・マティルデ・マリーは、それぞれ伯父アルバート・エドワード（のちのエドワード7世）と祖母エリーザベト（プロイセン王女）、大叔母のマリア・アレクサンドロヴナ（ロシア皇后）に因む。代父母の一人にフランス王妃マリー・アメリーがおり、ヴィクトリアは王妃からマリー・アントワネットが所有していたロケットを貰ったという。
3歳まではベッスンゲンで育ち、その後ダルムシュタットに家族で住んだ。彼女は妹エリーザベト（のちのロシア大公妃エリザヴェータ・フョードロヴナ）と同じ部屋に生活し、良い教育を受けた。
1870年冬、普仏戦争の時に炊き出しが行われ、アリスはこれにヴィクトリアを同行させた。ヴィクトリアは、スープの入ったボールを運ぶ手伝いをした際に、ひどい火傷をしたと回想した。
1874年、弟のフリードリヒが階段から転落して亡くなったことについて、ヴィクトリアは「母の心は折れそうになった」と述べている。

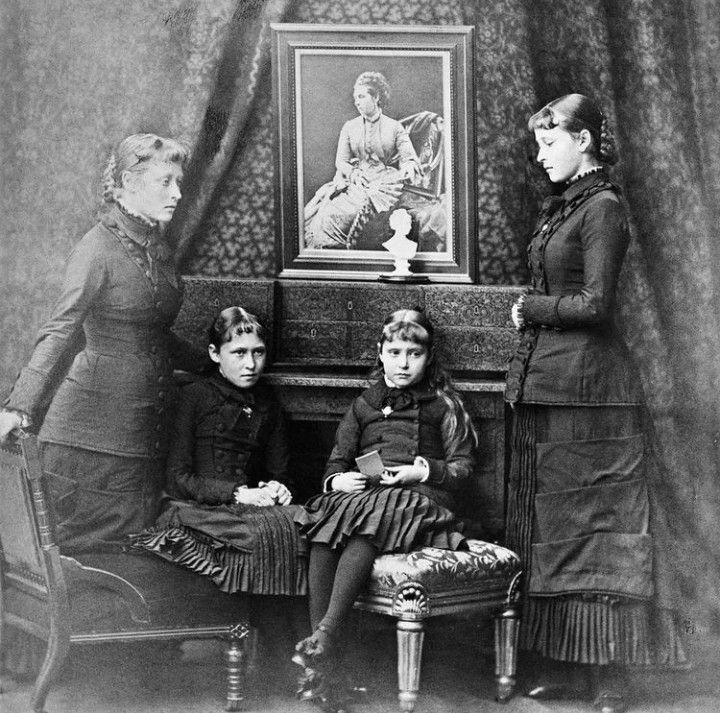
左からヴィクトリア、イレーネ、アリックス、エリーザベト

1878年、ダルムシュタットで大流行したジフテリアに大公一家が罹患し、末妹マリーと母アリスは助からなかった。ヴィクトリアは、幼い兄弟たちの母親代わり、父の秘書代わりとなった。
1884年4月30日、ダルムシュタットでヴィクトリアは父の従弟ルートヴィヒ・フォン・バッテンベルク（のちのルイス・アレグザンダー・マウントバッテン）と結婚した。彼の父アレクサンダーは貴賤結婚をしてロシアの軍人となっていたため、子供たちは下級貴族扱いであり、資産も少なかった。この結婚に父ルートヴィヒは不本意だった。夫ルイスがイギリス海軍の軍人だったこともあり、ヴィクトリアはイギリスで生活するようになった。夫が地中海へ航海に出ると、ヴィクトリアも同行してマルタで一冬をすごしたことがあった。彼女は息子ルイスを10歳まで自分が家庭教師代わりに教育した才女だった。ルイスは1968年にヴィクトリアを「母は歩く百科事典だったよ」と評している。

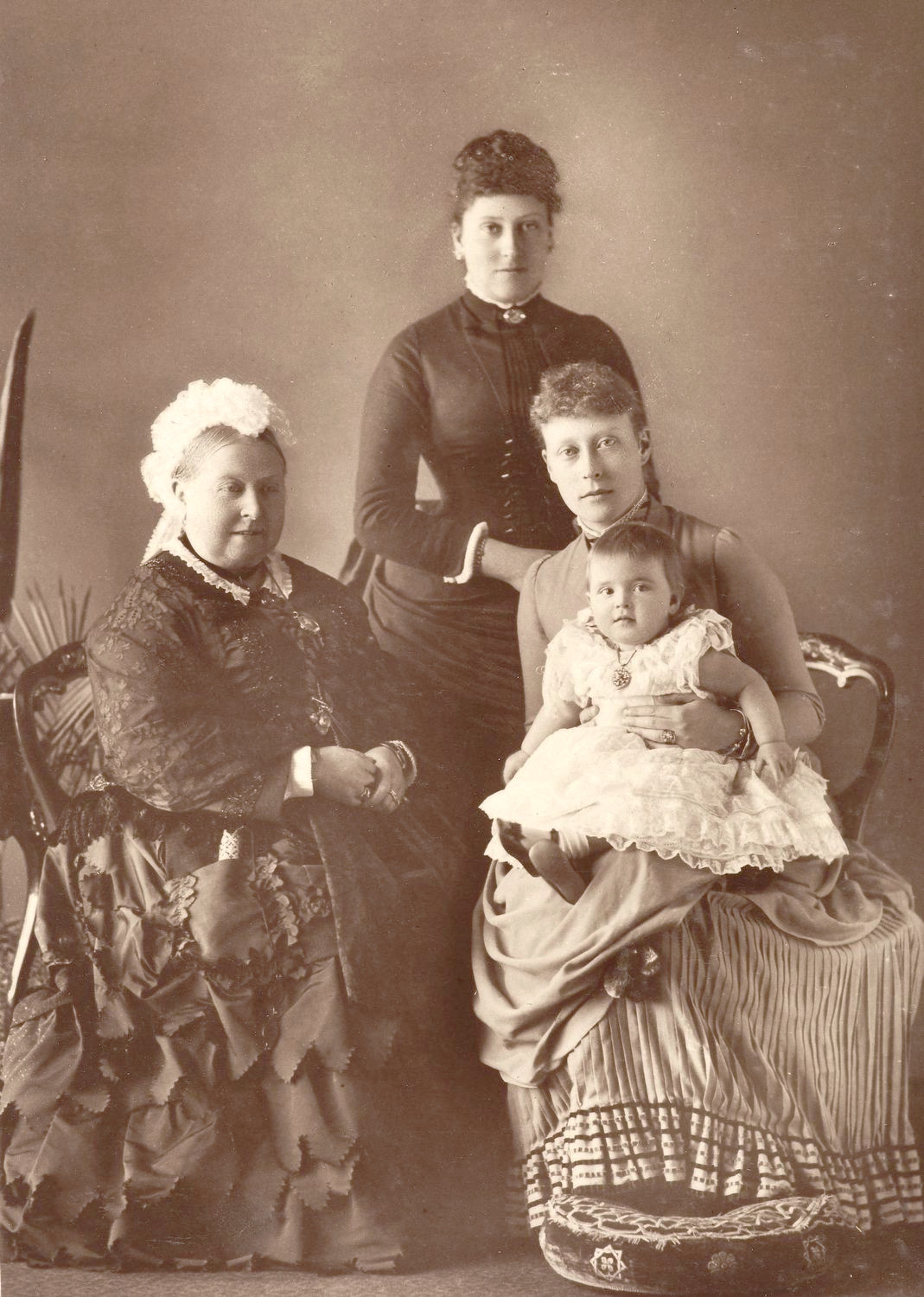
1886年、左から祖母ヴィクトリア女王、叔母ベアトリス王女、ヴィクトリア、長女アリス

第一次世界大戦が始まると、夫ルイスとヴィクトリアはワイト島に引退した。国民感情を考え、敵国ドイツの姓を名乗るのに不都合となり、イギリス王家は「ウィンザー家」と改名した。それに倣い、ヴィクトリアたち一家は「バッテンベルク」（バッテンバーグ、Battenberg）から、より英語的な「マウントバッテン」（Mountbatten）に改姓した。その3日後、夫はジョージ5世よりミルフォード・ヘイヴン侯爵を授爵された。この戦争の後の1917年のロシア革命で、ヴィクトリアは妹2人、エリーザベトとアリックス（ロシア皇后アレクサンドラ）を失った。

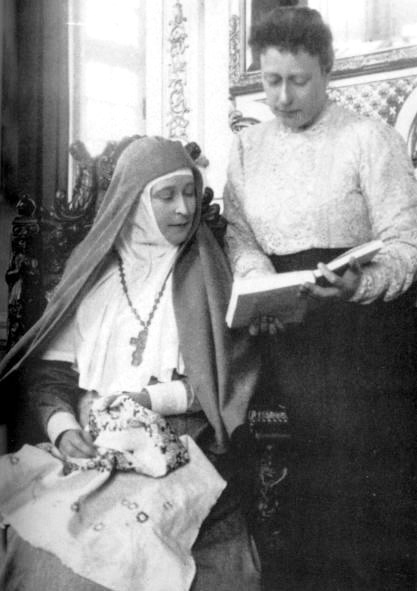
1912年、左からエリーザベト、ヴィクトリア

ヴィクトリアは長女アリスの病に心を痛め、家庭の不和で行き場をなくした孫フィリッポス（のちのエディンバラ公フィリップ）を引き取り、イギリスで養育した。
夫と死別してからの彼女は第二次世界大戦中に、ケンジントン宮殿に住んでいた。宮殿が空襲に遭ったあと、ウィンザー城に住まいを移した。戦後、息子ルイスがインド総督の任務を受諾しようとしているのを知ると、危険だからという理由で最後まで賛成しなかった。1950年、ルイスの家に滞在中病にかかり、「ここは私が死ぬには良すぎる場所よ」と言ってケンジントン宮殿に戻り、そこで没した。

## 子女
- アリス（1885年 - 1969年） - ギリシャ王子アンドレアス妃。エディンバラ公フィリップの母。
- ルイーズ（1889年 - 1965年） - スウェーデン王グスタフ6世アドルフ妃。
- ジョージ（1892年 - 1938年） - 第2代ミルフォード・ヘイヴン侯爵。ナデジダ・ミハイロヴナ・ド・トービーと結婚。
- ルイス（1900年 - 1979年） - 初代マウントバッテン・オブ・ビルマ伯爵。エドウィナ・シンシア・アシュリーと結婚。